# Dialekt pamfilijski
Dialekt pamfilijski albo greka pamfilijska - słabo zaświadczony dialekt greki klasycznej, używany w starożytności na obszarze Pamfilii u południowo-zachodnich wybrzeży Azji Mniejszej. Jego pochodzenie i relacja do innych dialektów starogreckich są nieustalone.
Zobacz też
- język grecki klasyczny